# جنیفر پلات
جنیفر پلات (به انگلیسی: Jennifer Platt)؛ FAcSS (زاده ۱۹۴۰) جامعه‌شناس و استاد بازنشستهٔ دانشگاه ساسکس است.

## شغل
- در سال‌های ۱۹۶۴–۲۰۰۲ در دانشگاه ساسکس تدریس می‌کرد و در همان‌جا بازنشسته شد.
- در سال‌های ۱۹۸۷–۱۹۸۹ رئیس انجمن جامعه‌شناسی بریتانیا بود.
- در سال‌های ۱۹۸۵–۱۹۸۷ ویراستار مجله جامعه‌شناسی بود.[۲]
- در سال‌های ۱۹۹۴–۲۰۰۲ عضو اجرایی انجمن بین‌المللی جامعه‌شناسی (ISA) بود.

علایق پژوهشی او در تاریخ جامعه‌شناسی در دوره‌های او به عنوان دبیر و رئیس کمیته تحقیقاتی ISA در تاریخ جامعه‌شناسی و به عنوان رئیس بخش تاریخ جامعه‌شناسی انجمن جامعه‌شناسی آمریکا منعکس شده‌است. در سال ۲۰۰۲ او عضو آکادمی علوم اجتماعی شد.